# Trypetisoma trypetiformis
Trypetisoma trypetiformis är en tvåvingeart som först beskrevs av Meijere 1910.  Trypetisoma trypetiformis ingår i släktet Trypetisoma och familjen lövflugor. Inga underarter finns listade i Catalogue of Life.